# Ismael Sosa
Ismael Sosa (ur. 18 stycznia 1987 w San Martín) – argentyński piłkarz grający na pozycji skrzydłowego lub napastnika w chilijskim CD Ñublense, do którego trafił w 2023 roku.